# Thomastag in Nürnberg
Der Thomastag in Nürnberg (auch Thomasbummel in Nürnberg oder Couleurbummel in Nürnberg) ist ein Feier- und Brauchtumstag der Angehörigen farbentragender Studentenverbindungen am letzten oder vorletzten Wochenende vor Weihnachten. Seit 2005 richtet der Traditionsverein Studentisches Brauchtum Nürnberg (TSBN) den Thomasbummel in Nürnberg aus.

## Allgemeines
Der Thomastag war in der römisch-katholischen Kirche bis zur Einführung des Römischen Generalkalenders bis 1970 der 21. Dezember. Nach der evangelischen, der anglikanischen Kirche und auch im Volksmund ist der Thomastag jedoch weiterhin der Gedenktag des Apostels Thomas, eines der zwölf Jünger Jesu. Außerdem ist am 21. Dezember die Wintersonnenwende, welche einer keltischen Überlieferung nach den Auftakt der heiligen Rauhnächte bilden.

## Geschichte

### Erste Erwähnung im 19. Jahrhundert
Diese alte Nürnberger Tradition hat ihre Ursprünge im 17. Jahrhundert. Nach einer Darstellung werden bereits 1802 bei einem Akt des Nürnberger Handelsvorstands die Anwesenenheit von Studenten bei diesem Feiertag behandelt; dies stellt daher das älteste Dokument dar, „das die Anwesenheit der Studenten behandelt“. In diesem Akt wurde auch das Polizei-Departments involviert, weshalb umfangreiche Vernehmungsprotokolle vorliegen. Nach einer anderen Quelle wurde sie erst in 1869 im Fränkischen Kurrier öffentlich erwähnt. Dort wurde in einer „studentischen Anzeige“ zu einem allgemeinen Coleurbummel durch die Straßen Nürnbergs aufgerufen.

### 20. und 21. Jahrhundert
Auch im 20. Jahrhundert fanden „mit bunten Mützen“ jährliche „Thomas-Bummel“ statt. So auch am 18. Dezember 1961.
Im späteren Verlauf des 20. Jahrhunderts wurde der Bund Nürnberger Studenten (BNSt) e. V. – ein Zusammenschluss Nürnberger Korporationen an der Technischen Hochschule Nürnberg Georg Simon Ohm bzw. Friedrich-Alexander-Universität Erlangen-Nürnberg – nach zweijährigen Vorgesprächen 1997 mit dem Ziel gegründet, das Farbenstudententum in Nürnberg aufrechtzuerhalten. So organisierte er den Thomasbummel und den Stadtgründungskommers der Stadt Nürnberg. Der Verein wurde offiziell 2022 nach mehrjähriger Inaktivität aufgelöst.
Seit 2005 richtet der Traditionsverein Studentisches Brauchtum Nürnberg (TSBN) am Thomastag den Thomasbummel in Nürnberg aus. Auch die weiteren Aufgaben des BNSt wurden vom TSBN übernommen.
Heute (Stand:2024) bestehen die Thomasfeiern aus Kommersen, Festkneipen und Conventen am Samstag, aus Gottesdiensten am Sonntag und aus dem Thomasbummel, bei dem am frühen Sonntagnachmittag Studenten und Alte Herren mit Band und Mütze gegenläufig durch die Königs- und die Karolinenstraße ziehen. Dafür reisten und reisen viele Studentenverbindungen aus dem süddeutschen Raum nach Nürnberg. So finden jedes Jahr tausende Korporierte – neben üblichen Touristen – nach Nürnberg.

## Kritik am Thomasbummel

### Organisationen und Protest
Der Thomasbummel wird von verschiedenen Organisationen aus dem linken Milieu kritisiert. Als Beispiele sind hier die Sozialistische Jugend – die Falken, das AK-Ohm gegen Rechts, der freie zusammenschluss von studentInnenschaften (fzs), die Gruppe PRAXIS und die Pogoanarchistische Fachhochschul- und Universitäten Interessengemeinschaft anzuführen.
So rief unter anderem der freie zusammenschluss von studentInnenschaften (fzs) und die Gruppe PRAXIS im Jahr 2003 zum Protest auf. In Verbindung mit diesem Protest versuchte eine Burschenschaft Fäkalia, geschmückt mit goldenen Klobürsten und anderen Accessoires, als Parodie am Thomasbummel teilzunehmen.
Die parodistische Burschenschaft Fäkalia fand auch im Dezember 2019 erneut großen Zuspruch, so bildeten sich auch weitere sartierische Protestgruppen: Fäkalia zu Nürnberg, Almania Regensburg, Transvestitia zu Trier, Queeranarchistische Vulgaria und Pogoanarchistische Fachhochschul- und Universitäten Interessengemeinschaft.

### Inhaltliche Kritik
Nach einem Bericht vom 21. Dezember 2014 der Zeitung Nordbayern warf die „radikale Linke“ den „Burschenschaften“ konkret eine „national-elitäre Ideologie“, „ein ausgewiesenes sexistisches und patriarchales Gesellschaftsbild“ sowie nationalistische Tendenzen vor. Die Demonstranten bezichtigten manche Studentenverbindungen, die Grenzen des Deutschen Reichs von 1937 und einen „Ariernachweis“ für Mitglieder zu fordern.
Nach diesem Zeitungsbericht wehrte sich die Burschenschaft Bavaria Nürnberg in einer Pressemitteilung gegen diese Vorwürfe. Weiter teilte Norbert Rittler, Mitglied in der Burschenschaft Bavaria Nürnberg und Vorsitzender des Bundes Nürnberger Studenten für diese mit: „Fakt ist, dass es in Nürnberg keine Studentenverbindung gibt, die einen Ariernachweis verlangt. Fakt ist, dass Ausländer aufgenommen werden. Fakt ist auch, dass sich Studentenverbindungen, zumindest die ich kenne, nicht für Reichsgrenzen von 1937 einsetzen“. Ebenfalls ist zu nennen, dass lediglich 4 der 16 aktiven Studentenverbindungen in Nürnberg Burschenschaften sind.

## Stadtgründungskommers der Stadt Nürnberg

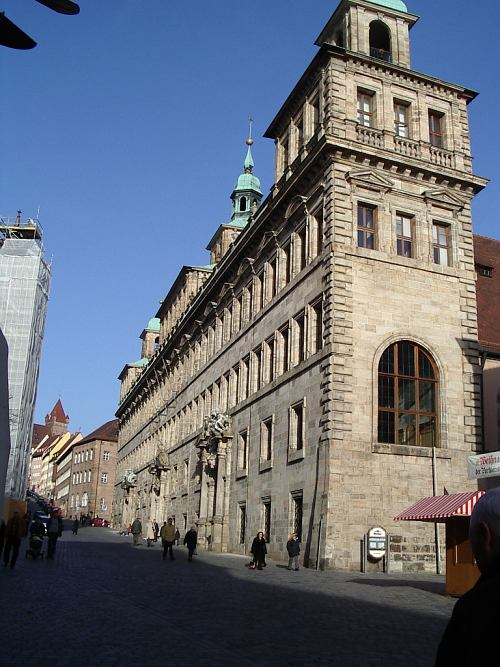
Historisches Rathaus, Stadt Nürnberg

Der auch in Nürnberg stattfindende und ebenfalls durch den Traditionsverein Studentisches Brauchtum Nürnberg (TSBN) organisierte Nürnberger Stadtgründungskommers findet jährlich anlässlich der Stadtgründung statt. Dieser wurde 1999 auf Wunsch des damaligen Oberbürgermeisters der Stadt Nürnberg, Ludwig Scholz (CSU), ins Leben gerufen, um die Stadtgründung im Rahmen eines Kommerses feierlich zu begehen.
Seit der 950-Jahr-Feier der Stadt Nürnberg am 16. Juli 2000 fand der Kommers abwechselnd mit dem Bund Nürnberger Studenten (BNSt) und dem Convent Deutscher Akademikerverbände (CDA) im historischen Nürnberger Rathaussaal zum 16. Juli eines jeden Jahres statt.

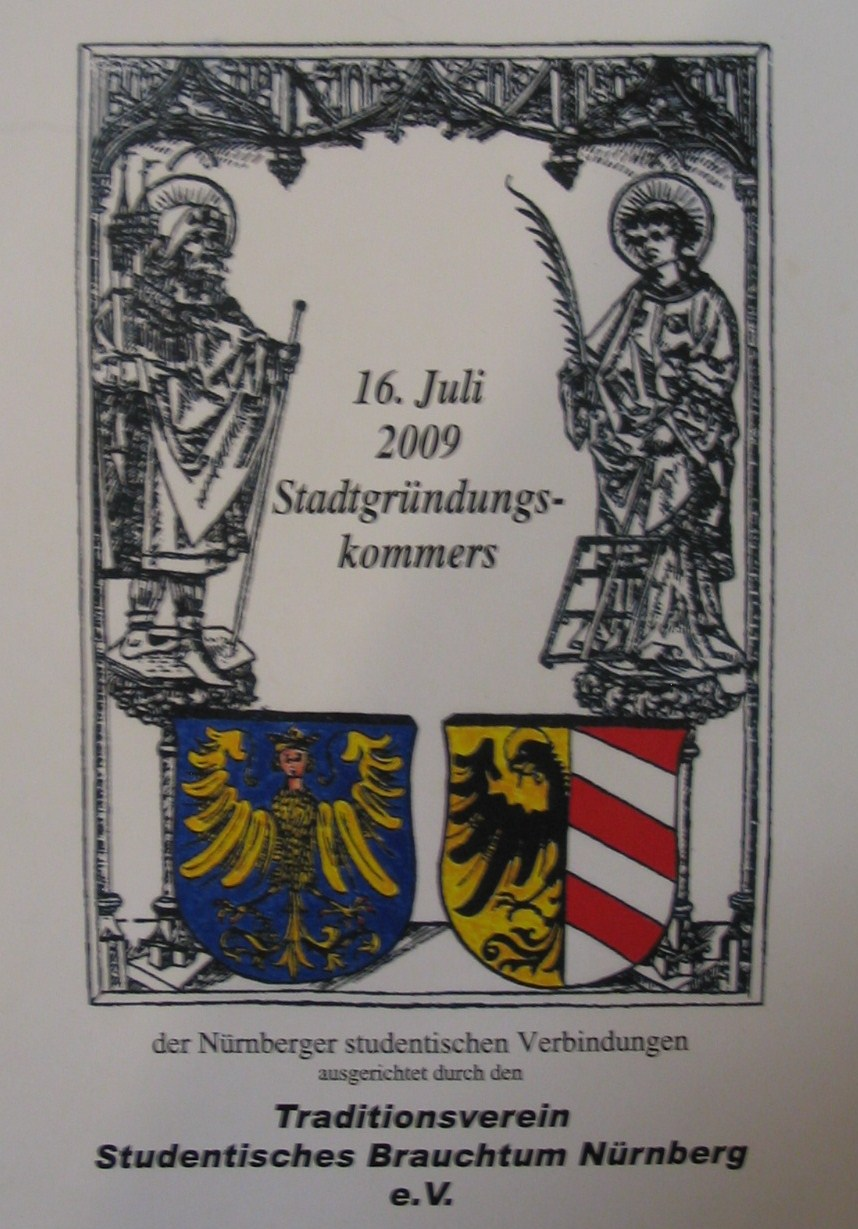
Deckblatt Stadtgründungskommers 2009

2005 übernahm der 3. Bürgermeister Dr. Klemens Gsell nach dem Tod von Ludwig Scholz die Schirmherrschaft. Dieser schlug vor einen gemeinnützigen Verein zu gründen, um Kosten zu sparen. So entstand der Traditionsverein Studentisches Brauchtum Nürnberg aus dem BNSt, welcher wiederum später aufgelöst wurde. Der Kommers wird daher mittlerweile vom TSBN organisiert.
So wurde auch „Nürnbergs 963. Geburtstag“ mit einem „farbenfrohen Spektakel“ mit rund 200 Korporierten gefeiert. Der 3. Bürgermeister Klemens Gsell untersuchte in seiner Festrede die Bedeutung der Begriffe „Patria Franconia“ und kam zum Schluss, dass „Franken […] der schönste Teil Bayerns“ sei.
Der Oberbürgermeister Marcus König übernahm 2020 die Schirmherrschaft über den Stadtgründungskommers, nachdem die Amtszeit von Klemens Gsell endete. So fand auch am 21. Juli 2023 der 21. Stadtgründungskommers der Nürnberger Verbindungen wieder unter der Schirmherrschaft des Oberbürgermeisters Marcus König statt.